# Église Santa Margherita Maria Alacoque
L'église Santa Margherita Maria Alacoque (en français : église Sainte-Marguerite-Marie-Alacoque) est une église située à Rome dans le rione de l'Esquilino dans la via Germano Sommeiller. Elle est dédiée à la religieuse bourguignonne Marguerite-Marie Alacoque.

## Historique
L'église est construite de 1922 à 1925 au sein de l'Institut Cor Iesu des apôtres du Sacré Cœur de Jésus sur les plans des architectes Pietro Picca et Raffaele Pietrostefani. Elle est consacrée en 1950. Elle a reçu deux visites pastorales papales, l'une le 6 avril 1959 de Jean XXIII et l'autre le 25 mars 1979 de Jean-Paul II. L'église abrite la châsse de la bienheureuse Clelia Merloni, fondatrice des apôtres du Sacré Cœur de Jésus.
L'église est connue pour avoir été, en 1936, celle de la première communion d'Antonietta Meo (1930-1937), une enfant morte de maladie osseuse et déclarée vénérable en 2007 après un procès en béatification débuté en 1941.

## Architecture
L'église est à nef unique et abrite des peintures de Cleto Liuzzi. 